# Portage (Pensylwania)
Portage – miasto w Stanach Zjednoczonych, w stanie Pensylwania, w hrabstwie Cambria. Według danych z 2000 roku miasto miało 2837 mieszkańców.